# Маска (Тенерифе)

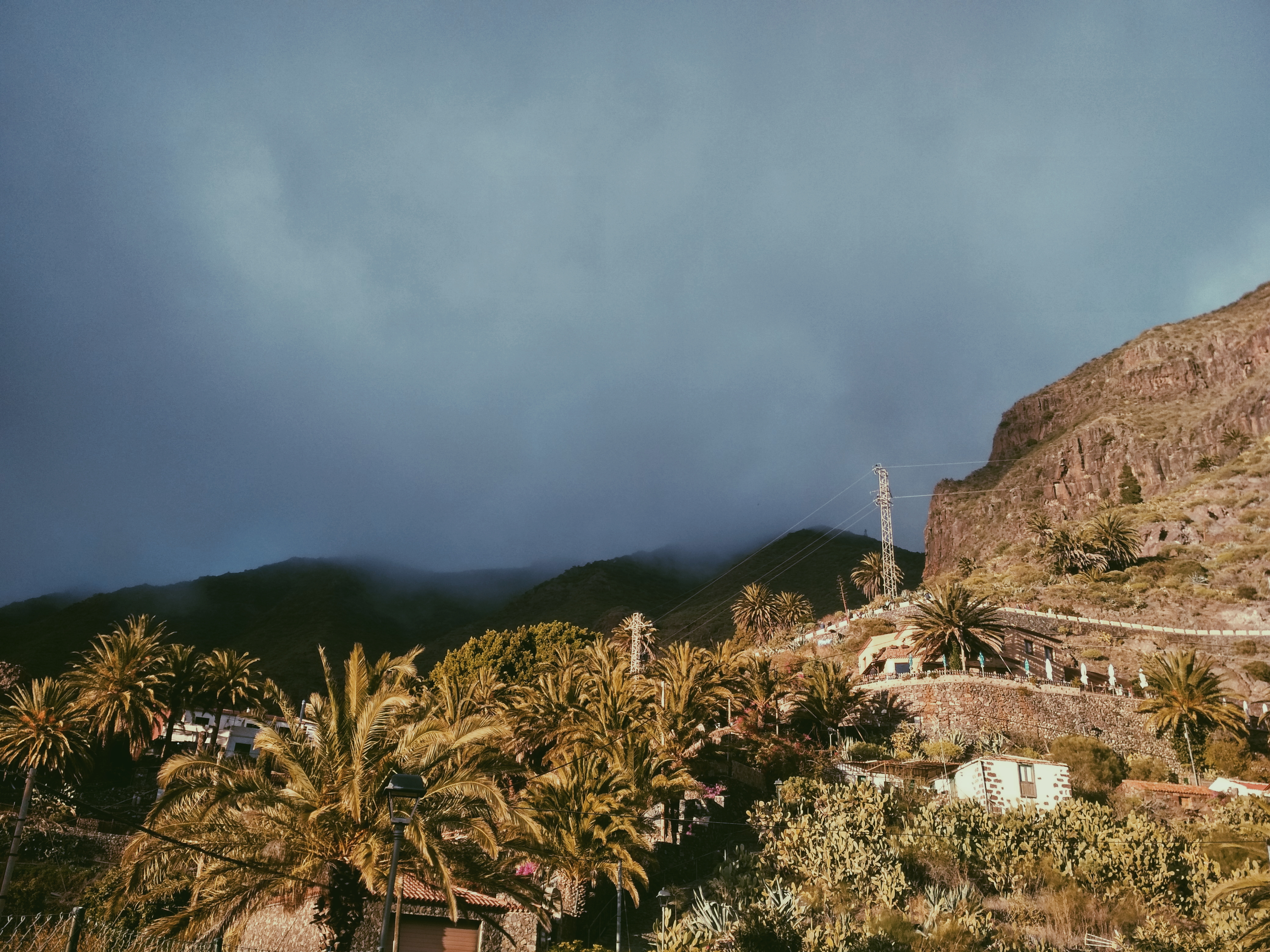

Маска — село в Іспанії в муніципалітеті Буенавіста-дель-Норте на заході острова Тенерифе. Село розташоване в горах у верхній частині однойменної ущелини Маска на висоті близько 600 метрів, за 11 кілометрів від муніципального центру.

## Історія
У селі постійно проживає близько 100 жителів. Одне з найвідвідуваніших туристами місць Тенерифе. Маска цікава своєю збереженою атмосферою старого канарського села, а також довколишніми краєвидами.
До 60-их років ХХ століття потрапити в Маску можна було тільки гірськими стежками, у селі була відсутня електрика і сучасні зручності. Лише після відкриття дороги з містечок Буенавіста-дель-Норте в Сантьяго-дель-Тейде Маска стала доступною для людей. В даний час основне заняття жителів села — сільське господарство і обслуговування туристів, що здійснюють піші походи по ущелині Маска.
У селі є декілька ресторанів і туристичних магазинів. У вихідні тут працює музей, у якому представлені предмети побуту попередніх поколінь жителів села й історія туристичних маршрутів по ущелині.

### Ущелина Маска
Ущелина Маска — одне з найглибших місць на Тенерифе. Його максимальна глибина близько 1300 метрів.
Від села Маска до океану пролягає популярний туристичний маршрут із загальною довжиною близько 6 кілометрів. Як правило, туристи приїжджають в село на таксі, автобусі або автомобілі і спускаються по ущелині від села до океану, де є невелика пристань, від якої їх забирають туристичні кораблі до курорту Лос Гігантес.

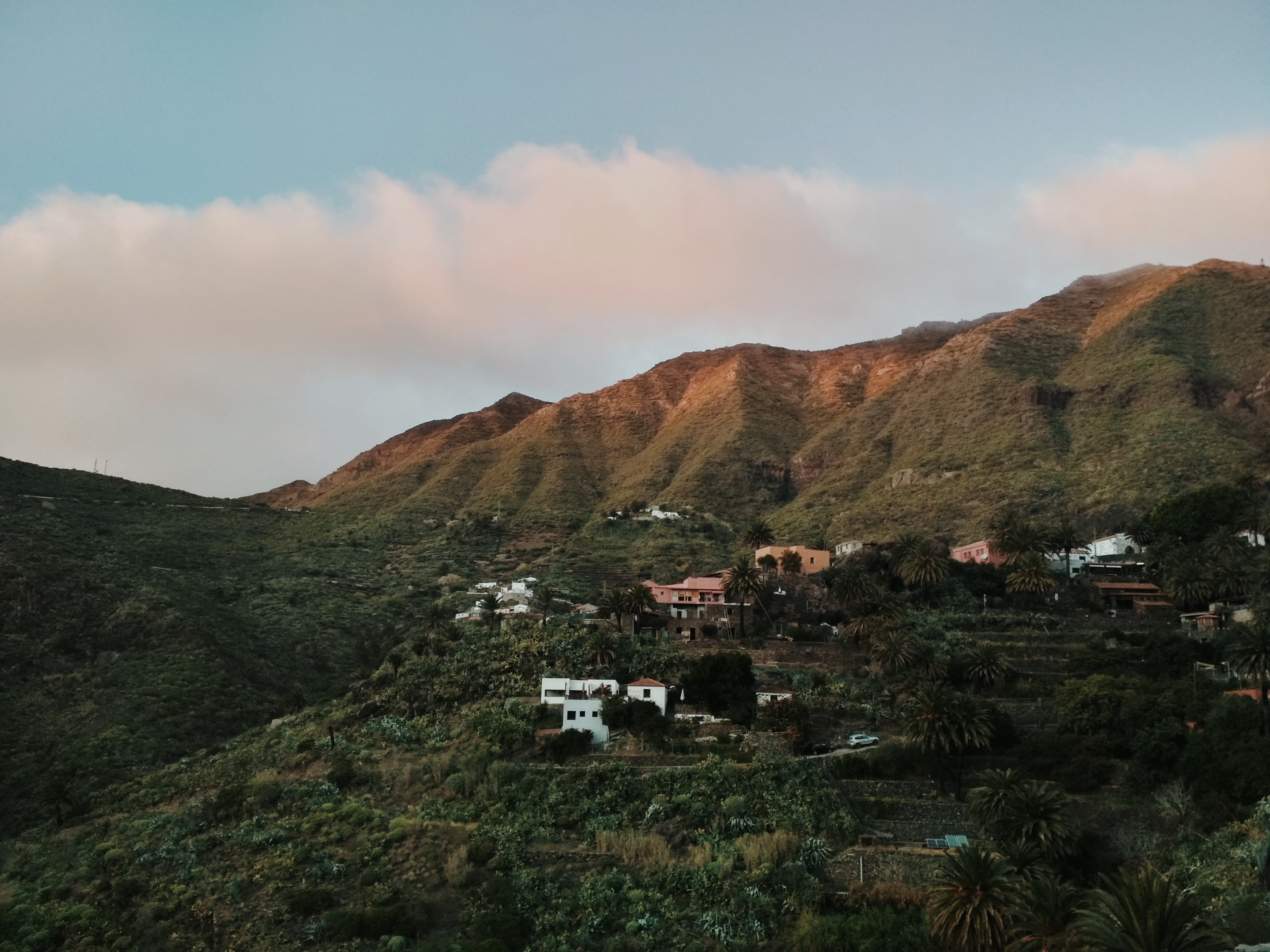

Час спуску займає близько 3-х годин, а підйому близько 4-х годин для звичайного туриста. Маршрут за складністю проходження нагадує Національний парк Білі Гори на Криті. Зараз ущелину закрито на реконструкцію. Спуск по ній неможливий.